# МРТ центар
МРТ центар је највиша зграда у Северној Македонији. Саграђена је 1984. године, у време када је Северна Македонија била саставни део Савезне Социјалистичке Републике Југославије. Налази се у власништву Македонске Радио Телевизије. МРТ центар има 25 нивоа.